# Vesttyskland
Vesttyskland var 1949-1990 den uofficielle betegnelse for Forbundsrepublikken Tyskland (BRD). (Den 3. oktober 1990 blev Den Tyske Demokratiske Republik (DDR) ("Østtyskland") indlemmet).
Forbundsrepublikken Tyskland blev stiftet 23. maj 1949 omfattende de amerikanske, britiske og franske besættelseszoner efter 2. verdenskrig.

## Historie

### Allieret besættelse af det vestlige Tyskland 1945-1949
Ved Jaltakonferencen i februar 1945 var de tre største allierede nationer, Sovjetunionen, Storbritannien og USA, blevet enige om at opdele Tyskland i besættelseszoner efter krigen. Det lykkedes USA og Storbritannien at få forhandlet Frankrig med som den fjerde besættelsesmagt.
Umiddelbart efter 2. verdenskrigs afslutning i august 1945 enedes de fire om en række fælles mål for styringen af de fire besættelseszoner. Det indebar blandt andet en demokratisk udvikling. Det stod hurtigt klart, at Sovjetunionen ikke fortolkede Potsdamtraktatens ordlyd på samme måde som de tre vestlige lande.
Den stigende antagonisme mellem USA og Sovjetunionen gjorde sig efterhånden også gældende i aftalerne om Tyskland. Uenigheden om Tysklands fremtid begyndte med en mislykket konference i London i 1947 og kulminerede den 20. juni 1948, da de franske, britiske og amerikanske besættelseszoner gennemførte en møntveksling for at få den tyske økonomi i gang. Sovjetunionen nægtede at gennemføre den og forbød den nye møntenhed i deres zone. Fire dage senere blokerede Sovjetunionen for al trafik til Vestberlin, som trods bydelens placering midt i den sovjetiske zone var under vestallieret kontrol. Det blev kendt som Blokaden af Berlin og blev et foreløbigt lavpunkt mellem besættelsesmagterne.
Det var nu en realitet, at Tyskland ikke ville kunne forenes, så længe stormagterne ikke kunne enes om vilkårene.

### Vesttysk statsdannelse
Den begyndende erkendelse af, at Sovjetunionen ikke ville samarbejde, kombineret med et ønske fra især Storbritannien om at blive fritaget for den enorme økonomiske byrde, det var at holde Vesttyskland besat, fik i marts 1948 Tysklands fire vestlige nabolande samt Storbritannien og USA til at indgå en aftale om en vesttysk statsdannelse. Også kendt som London seksmagts-konferencen. Den 1. september 1948 mødtes 65 delegerede fra de tre vesttyske besættelseszoner for at udfærdige en forfatning for den vestlige del af Tyskland. De vest-allierede havde med de såkaldte Frankfurter-dokumenter sat visse rammer for denne forfatning og den nye statsdannelse.
Grundlaget for en vesttysk statsdannelse skulle ifølge de allierede besættelsesmagter være:
- Demokratisk forfatning med en føderal stat
- Forfatningen skulle til afstemning i hver vesttysk delstat. Hvis 2/3 af de vesttyske delstater havde stemt ja, var den godkendt.
- Forfatningsændringer skulle godkendes af besættelseszonernes tre militærguvernører.
- Udenrigspolitik, industri og besættelsesstyrkernes rettigheder skulle styres af besættelseszonernes tre militærguvernører.

Den 12. maj var arbejdet med forfatningen færdigt, og den blev godkendt af militærguvernørerne for den franske, britiske og amerikanske besættelseszone. Bonn blev hovedstad i skarp konkurrence med Kassel og Stuttgart. Forfatningen kom til afstemning i de vesttyske forbundslande; kun Bayern stemte imod. Bayern havde dog accepteret, at hvis de som de eneste stemte imod, ville de alligevel tiltræde forfatningen. Den 24. maj 1949 trådte forfatningen i kraft, og forbundsrepublikken Tyskland var en realitet.

### Adenauers æra
Det første valg til den lovgivende nationalforsamling i hovedstaden Bonn fandt sted den 14. august 1949 og gjorde det kristen-konservative CDU/CSU til det største parti, tæt fulgt af socialdemokraterne, SPD. Den 12. september blev Theodor Heuss fra FDP af Forbundsforsamlingen valgt til den første præsident for den nye republik, en post af formel betydning. Den 15. september blev Konrad Adenauer fra CDU valgt til den første forbundskansler, posten som landets de facto leder.
Adenauers politik var præget af et ønske om at skabe stabilitet og ro for den nye republik. Ønsket om at forene DDR med Vesttyskland trådte i baggrunden til fordel for integration med vesten og forsoning med tidligere fjender. Det gjaldt for Adenauer om at skabe tillid til Vesttyskland i verden, så det efterhånden kunne genvinde autonomi i det besatte land. Denne politik blev kritiseret skarpt af oppositionen, der frygtede, at en yderligere integration i vesten ville føre til større afstand til østen og Sovjetunionen og dermed mindske muligheden for en genforening af Tyskland.
Adenauer ville med sin Hallstein-doktrin gøre Vesttyskland til den eneste legitime tyske stat, og han afbrød de diplomatiske forbindelser med alle lande, der anerkendte det socialistiske DDR. I 1955 besøgte Adenauer alligevel Sovjetunionen og optog diplomatiske forbindelser med landet. Det lykkedes ved denne lejlighed Adenauer at skaffe de omkring 10.000 tilbageværende tyske krigsfanger hjem.
Rhin-tyskeren Konrad Adenauer fulgte en meget fransk-venlig kurs. Det var blandt andet denne linje, der førte til oprettelsen af den vesteuropæiske Kul- og Stålunion i 1951. I 1952 blev han enig med det nyoprettede Israel om en godtgørelse til ofrene for Holocaust, og blev indledningen til accepten af Vesttyskland i det internationale statsforbund.
Denne accept førte til, at de vestlige magter accepterede en genbevæbning af de tyskere, der 10 år forinden havde bragt krig over det meste af Europa. Den tyske hær blev i 1955 genoprettet og Vesttyskland blev optaget i NATO ved samme lejlighed. Fra nu af var Vesttyskland en vigtig stat i den nordatlantiske forsvarsalliance.
I 1957 blev det af Frankrig besatte Saarland en del af Vesttyskland efter en folkeafstemning.
På grund af Adenauers mange udenrigspolitiske succeser og på grund af den stabilitet og store fremgang, der var skabt i republikken de sidste otte år, kunne CDU ved forbundsvalget i 1957 notere sig en valgsejr så stor, at den gav dem flertal i parlamentet. Fremgangen skyldtes bl.a. finansminister Ludwig Erhards evner, der ikke var uden betydning i forbindelse med det vesttyske økonomiske efterkrigsopsving, das Wirtschaftswunder.
Efter at stadig flere østtyskere forlod den socialistiske stat, byggede DDR i 1961 Berlinmuren. Der var nu vandtætte skotter imellem de to tyske stater.

### Kort intermezzo og kursændring over for østblokken
Efter Adenauers afgang i 1963 tog finansminister Ludwig Erhard over. I tre år forsøgte han fra 1963 at videreføre Adenauers udenrigspolitiske linje over for østblokken.
I 1966 trådte Ludwig Erhard efter længere tids problemer tilbage og overlod posten til sin partikollega Kurt Georg Kiesinger, der for første gang i forbundsrepublikkens historie kunne præsentere en "stor koalition" af de to største tyske partier, CDU og SPD. De næste tre år bragte nogen fremgang for tysk økonomi, og en ny mere forsonlig linje over for østblokken begyndte at give resultater.
I 1969 blev SPD for første gang i stand til at sætte sig på forbundskanslerposten. Under Willy Brandt iværksattes den såkaldte Østpolitik, der bestræbte sig på at normalisere forholdet til østblokken, især DDR. Under parolen "to tyske stater, en tysk nation", forsøgte han at opnå så normale forbindelser til den socialistiske stat som muligt.

## Økonomi
Efter valutareformen 1948, hvor rationeringsmærker blev ophævet og D-marken indført, kom et kraftigt økonomisk opsving i Vesttyskland. 1948-1957 kaldes das Wirtschaftswunder: vækstraten var på omkring 7% om året, og der var nærmest ingen arbejdsløshed. De enorme vækstrater stagnerede noget i løbet af 60'erne, men økonomien havde på dette tidspunkt etableret sig som en af de største i verden. Selv i de kriseramte 1970'ere formåede den vesttyske økonomi at opretholde sin styrke, på trods af stigende arbejdsløshed og underskud, og D-marken firdoblede sin værdi i forhold til dollaren, samtidig med at den vesttyske eksport voksede med 150 procent. Især indenfor bil- og elektronikindustri blev Vesttyskland dominerende på verdensmarkedet.

## Vesttyske delstater
Vesttyskland var en føderation af følgende delstater. De blev hovedsageligt dannet umiddelbart efter 2. verdenskrig af de franske, britiske og amerikanske besættelsesstyrker. Der blev i dannelsen af dem taget visse hensyn til historiske forhold. Eksempelvis var Baden-Württemberg indtil 1952 opdelt i de gamle kongeriger Baden og to dele af Württemberg, men andre delstater blev oprettet ud fra besættelsesstyrkernes ønsker. Den forholdsvis lille by Bremen blev oprettet som uafhængig delstat udelukkende, fordi den var amerikansk besat enklave i en større britisk besat zone (Niedersachsen). Statsforvaltningen var decentraliseret: Forbundsdagen mødtes i Bonn, Forfatningsdomstolen (Bundesverfassungsgericht) lå i Karlsruhe og centralbanken (Bundesbank) i Frankfurt am Main.
- Baden (til 1952)
- Baden-Württemberg (fra 1952)
- Bayern
- Bremen
- Hamborg
- Hessen
- Niedersachsen
- Nordrhein-Westfalen
- Rheinland-Pfalz
- Slesvig-Holsten
- Saarland (siden 1957)
- Württemberg-Baden (til 1952)
- Württemberg-Hohenzollern (til 1952)

## Forbundskanslere
- Konrad Adenauer 1949 – 1963
- Ludwig Erhard 1963 – 1966
- Kurt Georg Kiesinger 1967 – 1969
- Willy Brandt 1969 – 1974
- Helmut Schmidt 1974 – 1982
- Helmut Kohl 1982 – 1998